# Orius albidipennis
Espèce
Orius albidipennis est une espèce d'insectes hétéroptères, une punaise de la famille des Anthocoridae, originaire de la région paléarctique.
Comme les autres espèces du genre Orius, il s'agit d'une punaise prédatrice polyphage qui s'attaque notamment aux pucerons, aux thrips et aux acariens. Elle est utilisée comme agent de lutte biologique, en particulier dans les cultures en serres.
Elle est commercialisée dans la région OEPP où elle est utilisée depuis 1991 contre les thrips dans les cultures sous serre, notamment en Belgique, en France, en Espagne, en Italie, en Israël et aux Pays-Bas.